# バーンペーオ郡
座標: 北緯13度35分26秒 東経100度6分28秒 / 北緯13.59056度 東経100.10778度
バーンペーオ郡（バーンペーオぐん）はタイ中部・サムットサーコーン県にある郡（アムプー）である。

## 名前
バーンペーオとは「案山子の村」という意味である。由来については後述する。

## 歴史
古くは森林地帯で多く野獣が住む、猟師しか訪れない場所であった。猟師でさえ頻繁に道に迷うため、目印として旗を立てることになった。この旗は柱に布を巻いた旗でペーオトン (แพ้วธง、柱の案山子) と呼ばれた。
ラーマ4世（モンクット）の時代、1866年にこの地域にターチーン川とメークローン川をつなぐ運河、ダムヌーンサドゥワックが掘られると、農業や運搬が可能になりこの地域は開発され入植者が入ってきた。このとき、バーンペーオという名前が付いた。
1907年バーンペーオは当時サムットサーコーン県にあったバーンボー郡へ編入される。その後1925年ナコーンパトム県サームプラーン郡のタムボンや、サムットサーコーン県バーンボー郡のタムボンを吸収し郡として成立した。

## 地理
郡はターチーン川とクローン川の間にある平地であり、その間にダムヌーンサドゥワック運河が通っている。
郡内には、国道3097号線が通っており、北はナコーンパトム、南はサムットソンクラームと通じいている。

## 経済
郡内の産業は主に農業であり、果物が多く作られている。海には接していないが、海に近い立地条件を生かした養殖場が数多くあり、エビやサリット魚 (Trichogaster pectoralis ないし Kyphosus vaigiensis) が生産されている。

## 行政区分
郡は12のタムボンに分かれ、さらにその下位に97の村（ムーバーン）がある。自治体（テーサバーン）が設置されており以下のようになっている。
- テーサバーンタムボン（タムボン自治体）・バーンペーオ・・・タムボン・バーンペーオ、タムボン・ラックサームの一部
- テーサバーンタムボン・カセートパッタナー・・・タムボン・カセートパッタナー全体とタムボン・クローンタンの一部
- テーサバーンタムボン・ラックハー・・・タムボン・ヨッククラバット、ローンケー、ノーンソーンホン、ノーンブワ全体

また、郡内には7のタムボン行政体（オンカーンボーリハーンスワンタムボン）が設置されている。
| 1. タムボン・バーンペーオ・・・ตำบลบ้านแพ้ว 2. タムボン・ラックサーム・・・ตำบลหลักสาม 3. タムボン・ヨッククラバット・・・ตำบลยกกระบัตร 4. タムボン・ローンケー・・・ตำบลโรงเข้ 5. タムボン・ノーンソーンホン・・・ตำบลหนองสองห้อง 6. タムボン・ノーンブワ・・・ตำบลหนองบัว 7. タムボン・ラックソーン・・・ตำบลหลักสอง 8. タムボン・チェットリウ・・・ตำบลเจ็ดริ้ว 9. タムボン・クローンタン・・・ตำบลคลองตัน 10. タムボン・アムペーン・・・ตำบลอำแพง 11. タムボン・スワンソム・・・ตำบลสวนส้ม 12. タムボン・カセートパッタナー・・・ตำบลเกษตรพัฒนา | Map of Tambon |